# Smila
Smila o Smela (en ucraïnès Сміла, en rus Смела) és una ciutat de la província de Txerkassi, Ucraïna. El 2021 tenia 66.475 habitants. Es troba a la riba del riu Tiasmin.